# کارشنا
کارشنا (به لهستانی:  Karsina) یک روستا در لهستان است که در گمینا پولانوو واقع شده‌است.
 کارشنا  ۳۰ نفر جمعیت دارد.